# Campeonato Nacional de Fútbol de Salón 2013 (Paraguay)
El XLIII Campeonato Nacional de Fútbol de Salón - Horqueta 2013 fue la 43.ª edición del Campeonato Nacional de Fútbol de Salón de Paraguay. Fue organizado por quinta vez por la Federación Paraguaya de Fútbol de Salón (FPFS) y participaron 16 equipos de todo el país. La sede fue el Pilideportivo Municipal 10 de Mayo de la ciudad de Horqueta.

## Modalidad
Los dieciséis equipos participantes se dividieron en cuatro grupos de cuatro cada uno, donde disputaron una ronda de partidos de todos contra todos en el grupo. Los dos mejores equipos de cada grupo pasarán a los duelos finales.

## Equipos participantes[1]
| Equipos                    |
| -------------------------- |
| Amambay                    |
| Caazapá                    |
| Concepción                 |
| Encarnación                |
| Fernando de la Mora        |
| Horqueta                   |
| Itacurubí de la Cordillera |
| Itacurubí del Rosario      |
| Mallorquín                 |
| Pastoreo                   |
| Presidente Franco          |
| Puerto Falcón              |
| San Bernardino             |
| San Ignacio                |
| Vallemí                    |
| Ypacaraí                   |

## Desarrollo[2]

### Primera fase

#### Grupo A
| Equipo                | Pts | PJ | PG | PE | PP | GF | GC | Dif |
| --------------------- | --- | -- | -- | -- | -- | -- | -- | --- |
| Horqueta              | 6   | 3  | 3  | 0  | 0  | 22 | 4  | 18  |
| Fernando de la Mora   | 4   | 3  | 2  | 0  | 1  | 14 | 7  | 7   |
| Itacurubí del Rosario | 2   | 3  | 1  | 0  | 2  | 6  | 18 | -12 |
| San Bernardino        | 0   | 3  | 0  | 0  | 3  | 6  | 19 | -13 |

#### Grupo B
| Equipo        | Pts | PJ | PG | PE | PP | GF | GC | Dif |
| ------------- | --- | -- | -- | -- | -- | -- | -- | --- |
| Concepción    | 4   | 3  | 2  | 0  | 1  | 9  | 5  | 4   |
| Ypacaraí      | 4   | 3  | 2  | 0  | 1  | 4  | 2  | 2   |
| Puerto Falcón | 2   | 3  | 1  | 0  | 2  | 10 | 11 | -1  |
| Mallorquín    | 2   | 3  | 1  | 0  | 2  | 8  | 13 | -5  |

#### Grupo C
| Equipo            | Pts | PJ | PG | PE | PP | GF | GC | Dif |
| ----------------- | --- | -- | -- | -- | -- | -- | -- | --- |
| Presidente Franco | 5   | 3  | 2  | 1  | 0  | 8  | 4  | 4   |
| San Ignacio       | 4   | 3  | 1  | 2  | 0  | 10 | 8  | 2   |
| Vallemí           | 3   | 3  | 1  | 1  | 1  | 5  | 5  | 0   |
| Caazapá           | 0   | 3  | 0  | 0  | 3  | 4  | 10 | -6  |

#### Grupo D
| Equipo                     | Pts | PJ | PG | PE | PP | GF | GC | Dif |
| -------------------------- | --- | -- | -- | -- | -- | -- | -- | --- |
| Amambay                    | 6   | 3  | 1  | 0  | 0  | 9  | 4  | 5   |
| Encarnación                | 4   | 3  | 2  | 0  | 1  | 9  | 6  | 3   |
| Pastoreo                   | 2   | 3  | 1  | 0  | 2  | 4  | 6  | -2  |
| Itacurubí de la Cordillera | 0   | 3  | 0  | 0  | 3  | 8  | 14 | -6  |

### Segunda fase

#### Semifinal
En el cuadrangular de la semifinal jugaron los 2 equipos con mayor puntaje de cada grupo de la primera fase, los 4 ganadores de cada partigo pasaron a la final.
| 5 de marzo de 2013 | Amambay | 5 - 1 | San Ignacio | Polidvo. 10 de Mayo, Horqueta |  |

| 5 de marzo de 2013 | Concepción | 2 - 1 | Fernando de la Mora | Polidvo. 10 de Mayo, Horqueta |  |

| 5 de marzo de 2013 | Horqueta | 4 - 1 | Ypacaraí | Polidvo. 10 de Mayo, Horqueta |  |

| 5 de marzo de 2013 | Presidente Franco | 0 - 1 | Encarnación | Polidvo. 10 de Mayo, Horqueta |  |

#### Finales
Los ganadores de los 4 partidos de la semifinal utilizaron el sistema Round robin para coronar al campeón.
| Equipo      | Pts | PJ | PG | PE | PP | GF | GC | Dif |
| ----------- | --- | -- | -- | -- | -- | -- | -- | --- |
| Horqueta    | 5   | 3  | 2  | 1  | 0  | 8  | 3  | 5   |
| Amambay     | 3   | 3  | 1  | 1  | 1  | 7  | 6  | 1   |
| Concepción  | 3   | 3  | 1  | 1  | 1  | 9  | 9  | 0   |
| Encarnación | 2   | 3  | 1  | 0  | 2  | 8  | 14 | -7  |

### Campeón
| Campeón Horqueta 1.er título |

| Predecesor: Presidente Franco 2012 | Campeonato Nacional de Fútbol de Salón 2013 | Sucesor: Villarrica 2014 |